# Степановка (Ташлинский район)
Степа́новка — село в  Ташлинском районе Оренбургской области, административный центр Степановского сельсовета.

## География
Село находится на расстоянии примерно 37 км (по прямой) на север-северо-восток от села Ташла, административного центра района.

## История
Село возникло на небольшом притоке реки Бузулук в 1754 году. Первые переселенцы были из Пензенской губернии. Название села происходит от имени владельца земли — помещика Степана Кротова.

## Население
| 2010 |
| ---- |
| 460  |

Постоянное население составляло 492 человека в 2002 году (русские 91 %) , 460 человек в 2010 году.